# Ernobius debilis
Ernobius debilis är en skalbaggsart som beskrevs av Leconte 1865. Ernobius debilis ingår i släktet Ernobius och familjen trägnagare. Inga underarter finns listade i Catalogue of Life.